# Fernando Carcupino
Fernando Carcupino (Naples, le 23 juillet 1922 - Milan, le 21 mars 2003) est  un peintre italien, qui a été  actif à Milan au XXe siècle. 
Fernando Carcupino est un peintre italien, illustrateur de bande dessinée. Il est connu pour ses nus féminins, paysages, natures mortes, sujets historiques et portraits de mères et  enfants. Carcupino fait partie de Gruppo di Venezia (Groupe de Venise) qui comprend également les  artistes et écrivains Hugo Pratt, Dino Battaglia et Damiano Damiani.

## Biographie
Fernando Carcupino est né à Naples dans une famille milanaise travaillant temporairement à Naples.
Il a grandi à Milan et a étudié l'art auprès d' Achille Funi à l' Académie de Brera. Pendant la  Seconde Guerre mondiale, il travaille au département d'animation pour le film  La Rose de Bagdad  avant de servir en tant que sous-lieutenant de la Brigade mécanisée « Granatieri di Sardegna »,,.
En 1946, après avoir produit l'épisode Scacco matto a Coe pour la série de comics Il Solitario, il collabore avec Mario Faustinelli  pour Asso di Picche rejoignant le Gruppo di Venezia (Groupe de Venise) qui comprend les artistes et les écrivains comiques Hugo Pratt, Dino Battaglia et Damiano Damiani
En 1940 est publiée Le fils de la nuit une série de bande dessinée illustrée par Carcupino et écrite par Andrea Lavezzolo , rééditée en 1975 par l'éditeur Grandi Avventure en un seul livre.
Au cours des années 1950, Fernando Carcupino voyage en Europe du Nord, en commençant également une carrière d'illustrateur. Il travaille principalement pour les éditeurs Mondadori, Epoca, Grazia et Confidenze, pour le magazine satirique milanais La Settimana Umoristica. Au début des années 1970, il produit des nus féminins pour les couvertures du magazine érotique hebdomadaire, La Giraffa, ainsi que des couvertures de plusieurs  publications de l'éditeur Edifumetto comme I Notturni, Sexy Favole, Lo Scheletro et Il Vampiro
Depuis le milieu des années 1970 jusqu'à sa mort, Carcupino se consacre essentiellement à la peinture, produisant des paysages, des natures mortes, portraits mère et d'enfants et des nus de femmes. 
Fernando Carcupino est mort à Milan le 22 mars 2003 à l'âge de 80 ans.
Des expositions rétrospectives de son œuvre ont eu lieu l'année suivante au Centre d'art contemporain Luigi Pecci à Prato et au Palazzo Cusano à Cusano Milanino  où Carcupino avait vécu à partir de 1946 jusqu'au milieu des années 1950. Son travail est conservé dans des collections privées et  permanentes de la Galerie d'art  Gelmi à Milan,,.

## Distinctions
- Chevalier de l'Ordre du Mérite de la République italienne (Cavaliere Ordine al Merito della Repubblica Italiana, dit aussi cavaliere della Repubblica),  1983 pour le mérite artistique